# コックムス
コックムス株式会社（スウェーデン語：Kockums Aktiebolag）は、スウェーデンの防衛産業SAABグループ所有の造船会社。2014年6月以前はドイツのティッセンクルップ・マリン・システムズの子会社HDWが所有主であった。

## 概要
造船所はマルメに所在し、高さ138メートルのクレーンを保有していた。クレーンは1990年代初期にデンマークのバーマイスター・アンド・ウェイン社に売却されたが、しばらくして同社は倒産した。その後大韓民国の現代重工業が買い取り、解体し2002年夏に蔚山へ運ばれた。
コックムスはアメリカ海軍のFMV研究（沿海域戦闘艦の先駆的研究）のために親会社であるHDW社とノースロップ・グラマンが提携の上で共同研究した。コックムスは先行してシェル級ミサイル艇（レイセオングループが関与）の建造を進めていた。

## 建造された艦船
- ヴェステルイェトランド級潜水艦
- シェーオルメン級潜水艦
- ゴトランド級潜水艦
- ネッケン級潜水艦
- セーデルマンランド級潜水艦
- ヴィスビュー級コルベット
- 情報収集艦オリオン

## コックムスの技術を導入した艦船
- コリンズ級潜水艦
- そうりゅう型潜水艦
- えのしま型掃海艇